# ابن أبي الخصال

كتاب: (رسائل ابن أبي الخصال) تحقيق: د. محمد رضوان الداية. يضم الكتاب رسائل كثيرة في أغراض شتى، وخطباً ومقامات وأشعاراً. تدل الرسائل على أنها كتبت عن أمير المسلمين علي بن يوسف بن تاشفين لخدمة كاتبها مدة طويلة في دولته، وعن غيره من أمراء المرابطين والأدباء والفقهاء والعلماء.

ابن أبي الخصال  (465هـ - 540هـ = 1073م - 1146م) هو فقيه ومحدث وأديب ومؤرخ وشاعر ووزير أندلسي، يلقب بذي الوزارتين.
قال عنه الزركلي في (الأعلام): «ولد بقرية (فرغليط) من قرى (شقورة) وسكن قرطبة وغرناطة. وأقام مدة بفاس. وتفقه وتأدب حتى قيل: لم ينطلق اسم كاتب بالأندلس على مثل ابن أبي الخصال... وكان مع ابن الحاج (أمير قرطبة) حين ثار على (ابن تاشفين) وانتقل معه إلى سرقسطة، واستشهد في فتنة المصامدة بقرطبة».

## اسمه
هو: أبو عبد الله محمد بن مسعود بن طيب بن فرج بن خلصة الغافقي (نسبة إلى قبيلة غافق). وابن أبي الخصال هو اسم الشهرة وأبو الخصال هو اللقب الذي كان لوالده.

## حياته الدراسية
يمكن تقسيم حياته الدراسية إلى ثلاث مراحل:
1. المرحلة الأولى: اتسمت أولى هذه المراحل بانكبابه على الثقافة الدينية بوجه عام. ومن المرجح أن ميولاته كلها كانت للأدب ولكل ماله صلة بالأدب ولأستاذه الأول ابن مالك اليعمري دور في تربية وتوجيه هذه الميول.
2. المرحلة الثانية: وتتميز المرحلة الثانية بإقباله على الدراسات القرآنية المعمقة.
3. المرحلة الثالثة: فهي امتداد للمرحلة الثانية إذ أن الدراسات القرآنية دفعته إلى التعمق في دراسة الحديث وتفسيره وروايته.

وكان له اهتمام بالسياسة والتاريخ.

## شيوخه
هناك نصوص كثيرة لابن أبي الخصال توضح بأنه قد أخذ علمه عن علماء عصره المشهورين. ومن بين هـؤلاء العلماء:
1. مرشده الأول ابن مالك اليعمري.
2. والشيخ أبي الحسين ابن السراج.
3. والشيخ أبي محمد عبد الرحمن بن عتاب.
4. والشيخ أبي علي الغساني.
5. والشيخ أبي علي الصدفي.
6. والشيخ محمد بن سابق الصقلي.[3]

وغيرهم.

## مؤلفاته
قال الزركلي في (الأعلام): «له تصانيف، منها (مجموعة ترسّله وشعره) في خمس مجلدات، و(ظل الغمامة - خ) في مناقب بعض الصحابة، و(منهاج المناقب - خ) و(مناقب العشرة وعمي رسول الله - خ)».

## وفاته
يقول ابن الأبار في معجمه: «لقد حمـت منيته بالفتنة الحمدينية، فاستشهد رحمه الله ودفن يوم الأحد الثالث عشر من ذي الحجـة سنة أربعين وخمسمائة وكان دفنه ضحى بمقبرة ابن عباس». أما ابن الخطيب فقد أورد في الإحاطة خبرين عن مصرع ابن أبي الخصال.
- الخبر الأول نقله عن ابن بشكوال جاء فيه: «ومـن خط الحافظ المحدث أبي القاسم ابن بشكوال رحمه الله: كـأن ممن أصيب أيام الهرج بقرطبة فعظـم المصاب به الشيخ الأجل... أبو عبد الله ابن أبي الخصـال، ألقي مقتولاً قرب باب داره بالمدينة، وقد سلب ما كان عليه بعـد نهب داره واستئصال حاله وذهاب ماله، وذلك يوم السبت الثانـي عشر من ذي الحجة من سنة أربعيـن وخمسمائة... ونعى إلى الناس وهم مشغولون بما كانـوا بسبيله من الفتنـة فكثر التفجع لفقده والتأسف على مصاب مثلـه، وأجمعوا على أنه كان آخـر رجال الأندلس علما وحلما....».
- والخبر الثاني لم ينسبه إلى مصدر معين فاكتفى بعبارة: قال غيره: «قتل بداخل مدينة قرطبة يوم دخلها النصارى مع مليكهم طليطلة، يوم قيام ابن حمدين واقتتاله مع يحيى ابن علي بن غانية المتوفي يوم الأحد لثلاث عشر مضـت من ذي الحجة عام أربعين وخمسائة، فقتله بربر المصامـدة لحسن ملبسه ولم يعرفوه وقتلوا ابن أخته».

تشيـر هذه المصادر كلها إلى أن وفاته لم تكن طبيعية وتؤكد على أن مصرعه زامن فتنة الحمدينية أو أيام الهرج بقرطبة أو يوم دخلهـا النصارى يوم قيام ابن حمدين، واقتتاله مع يحيى بن علي بن غانية.

## وصلات خارجية
- الشاعر القتيل - جريدة الاتحاد